# Chen Weiqiang
Chen Weiqiang, född 7 juni 1958 i Dongguan, är en kinesisk före detta tyngdlyftare.
Han blev olympisk guldmedaljör i 60-kilosklassen i tyngdlyftning vid sommarspelen 1984 i Los Angeles.